# Латышев, Олег
Олег Латышев (латыш. Oļegs Latiševs; род. 1 июня 1980, Рига) — латвийский баскетбольный арбитр, судья международной категории FIBA, один из наиболее востребованных спортивных судей в Европе, принимавший участие в Олимпийских играх 2012 (Лондон), 2016 (Рио-де-Жанейро)
Совместная работа с FIBA началась в 2003 году (до настоящего времени), с Euroleague — с 2007 года (до настоящего времени).
Латышев получил лицензию рефери в 15 лет (1995 год) и начал судейскую деятельность в качестве арбитра на соревнования Молодежной баскетбольной лиги Латвии. По прошествии пяти сезонов (2000 год) Латышеву была присвоена национальная судейская категория судьи Высшей баскетбольной лиги Латвии.
В 2003 году Латышев получил лицензию судьи FIBA. С 2005 года он работал на всех чемпионатах Европы (EuroBasket), двух чемпионатах мира (FIBA Basketball World Cup) и девяти сезонах Euroleague, в пяти из которых обслуживал Финалы четырёх.
В 2012 и 2016 годах Латышев стал одним из 30 арбитров FIBA, которые судили Олимпийские игры. В общей сложности он провел более 500 игр, организованных FIBA и Euroleague.

## Судейская карьера
Латышев принял участие в более чем 1400 играх, которые судил во время национальных, европейских и международных чемпионатов. В том числе он обслуживал соревнования между сборными (Олимпийские игры, FIBA Basketball World Cup, EuroBasket, чемпионат Европы по баскетболу (U16/ U18/ U20, World Cup U19) и клубных турниров (Euroleague, ULEB Eurocup, Единая лига ВТБ, Балтийская баскетбольная лига, Латвийская баскетбольная лига).
Начиная с 2000 года Латышев обслуживал все чемпионаты Латвийской баскетбольной лиги, проведя в общей сложности более 500 игр. Участие его в качестве рефери по сезонам: 2003/2004 — 35 игр, 2004/2005 — 42 игры, 2005/2006 — 44 игры, 2006/2007 — 46 игр, 2007/2008 — 32 игры, 2008/2009 — 39 игр, 2009/2010 — 27 игр, 2010/2011 — 45 игр, 2011/2012 — 32 игры, 2012/2013 — 25 игр, 2013/2014 — 25 игр, 2014/2015 — 20 игр, 2015/2016 — 22 игры.
В 2000 году Латышев был приглашен судить игры Балтийской баскетбольной лиги, отработав за все время более 300 матчей. Участие его тут по сезонам выглядит так: 2003/2004 — 23 игры, 2004/2005 — 18 игр, 2005/2006 — 22 игры, 2006/2007 — 32 игры, 2007/2008 — 30 игр, 2008/2009 — 31 игра, 2009/2010 — 22 игры, 2010/2011 — 17 игр, 2011/2012 — 5 игр, 2012/2013 — 10 игр, 2013/2014 — 14 игр, 2014/2015 — 5 игр, 2015/2016 — 8 игр.
Латышев является многолетним судьей Единой лиги ВТБ (VTB United League). Участие в качестве рефери по сезонам: 2008/2009 — 3 игры, 2009/2010 — 6 игр, 2010/2011 — 10 игр, 2011/2012 [null -] 25 игр, 2012/2013 — 22 игры, 2013/2014 — 16 игр, 2014/2015 — 21 игра, 2015/2016 — 20 игр. Всего — 123 игры.

## Сотрудничество с FIBA Europe
Совместная работа с ФИБА Европа (FIBA Europe) началась в 2003 году с Европейских соревнований 4-го уровня (согласно классификации European professional club basketball system), в частности FIBA EuroCup Challenge. Данная лига, где участвовали национальные сборные, была создана в 2002 году и завершила свое существование в 2006-м.
Латышев также обслуживал другие турниры, подведомственные FIBA Europe, в общей сложности отработав на 267 играх, организованных этой федерацией.
В сезоне 2003/2004 года он был приглашен на континентальный чемпионат Европы по баскетболу для юношей до 16 лет (FIBA Europe Under — 16 Championship). В результате с 2004 года становится постоянным судьей чемпионата Европы по баскетболу среди юношей — в возрастных группах до 16 лет, 18 лет, 20 лет (FIBA Europe Under — 16, Under — 18, Under — 20 Championship).
В 2005 году Латышева начинает регулярно судить чемпионат Европы по баскетболу EuroBasket, проводимый раз в 2 года под эгидой FIBA среди европейских сборных, квалифицирующихся на FIBA Basketball World Cup и Олимпийские игры.

### Турниры FIBA Europe, обслуживаемые Латышевым[4]
| Сезон     | Количество игр | Название турнира                                        |
| 2003/2004 | 12             | U16 QR — Men European championship — Sisak, Croatia     |
|           |                | U16 — Men European championship — Amaliada, Greece      |
| 2004/2005 | 14             | Eurobasket Women 2005, Turkey                           |
|           |                | U20 — Men European championship — Chehov, Russia        |
| 2005/2006 | 13             | U18 — Men European championship — Amaliada, Greece      |
|           |                | U18 — Men FIBA Americas championship — San Antonio, USA |
| 2006/2007 | 12             | Eurobasket Men 2007, Spain                              |
|           |                | U18 — Men European championship — Madrid, Spain         |
| 2007/2008 | 14             | U20 — Men European championship — Riga, Latvia          |
|           |                | Pre Olympic tournament Women, Bejin, China              |
| 2008/2009 | 21             | U19 — World cup, Aukland, New Zealand                   |
|           |                | U18 — Men European championship — Metz, France          |
|           |                | Eurobasket Men 2009, Poland                             |
| 2009/2010 | 14             | U18 — Men European championship — Vilnius, Lithuania    |
|           |                | World cup Men 2010, Turkey                              |
| 2010/2011 | 16             | Eurobasket Men 2011, Lithuania                          |
|           |                | U19 — World cup, Riga, Latvia                           |
| 2011/2012 | 7              | Olympic Games 2012, London                              |
| 2012/2013 | 13             | Eurobasket Men 2013, Slovenia                           |
|           |                | NBA Summer League 2013, Las Vegas, USA                  |
| 2013/2014 | 15             | World cup Men 2014, Spain                               |
|           |                | U20 — Men European championship — Crete, Greece         |
| 2014/2015 | 34             | Eurobasket Men 2015, France, Croatia, Germany, Latvia   |
|           |                | U18 — Men European championship — Volos, Greece         |
| 2015/2016 |                | U20 — Men European championship — Helsinki, Fanland     |
|           |                | Olimpic Games 2016, Rio                                 |
| Всего     | 185            |                                                         |

## Сотрудничество с Евролигой
В 2007/2008 годах, после четырёх сезонов работы с FIBA Europe, Латышева приглашают на турниры 1-го высшего уровня (Euroleague) и второго эшелона транснациональных баскетбольных соревнований Европы, в частности на Кубок Европы по баскетболу (Basketball Eurocup, известный также как ULEB Eurocup). Организатором и оператором данных соревнований для стран-участниц FIBA Europe является Euroleague.
Латышев обслуживал пять Финалов четырёх Евролиги. Участие в соревнованиях Евролиги по сезонам выглядит следующим образом: 2007/2008 — 6 игр, 2008/2009 — 7 игр, 2009/2010 — 11 игр, 2010/2011 — 13 игр, 2011/2012 — 12 игр, 2012/2013 — 21 игра, 2013/2014 — 19 игр, 2014/2015 — 18 игр, 2015/2016 — 28 игр. Таким образом, 2016 год стал для Латышева рекордным по количеству обслуженных им игр — 135.
Участие Латышева в ULEB Eurocup в качестве рефери по сезонам: 2007/2008 — 5 игр, 2008/2009 — 8 игр, 2009/2010 — 3 игры, 2010/2011 — 4 игры, 2011/2012 — 7 игр, 2012/2013 — 3 игры, 2013/2014 — 8 игр, 2014/2015 — 6 игр, 2015/2016 — 3 игры. Всего — 47 игр.

## Сотрудничество с NBA
Латышев имеет опыт работы на турнирах, организуемых NBA. В 2013 году он обслуживал игры Летней лиги NBA в Лас-Вегасе, США. Это мероприятие проводилось в рамках обучающей программы для судей FIBA, цель которой — обмен опытом между лучшими мировыми судьями FIBA из Европы, Азии, Океании и ведущими рефери США. В 2015 году он судил игры NBA Global Games. Это серия матчей с участием команд NBA, происходящих за пределами США и Канады. Последние годы турнир приобретает популярность среди ведущих европейских баскетбольных клубов и является проверочным перед началом сезона.

## Карьерные достижения
Кульминационный момент в карьере Латышева — участие в играх Чемпионата мира по баскетболу (FIBA Basketball World Cup), крупнейшем событии Международной федерации баскетбола. FIBA Basketball World Cup Латышев судил в 2010 году (Турция) и 2014 году (Испания).
Главным событием в судейской деятельности Латышева является участие в Олимпийских играх — Лондон (2012) и Рио-де-Жанейро (2016). Лондонские Игры 2012 года обслуживали 30 баскетбольных судей FIBA, 13 из них — из Европы. В том числе Латышев. Это первый случай, когда на Олимпийские игры приглашается судья из Латвии. До этого в олимпийских турнирах разного уровня от Латвии (в составе СССР) принимали участие Валдемар Бауманис (1936), Александр Гомельский (1956) и Марис Бернатс (1980). Во время Игр 2012 Латышев судил семь игр, включая четвертьфинальную женского турнира Австралия — Китай.
Баскетбольные соревнования Игр 2016 в Рио-де-Жанейро судили 30 рефери FIBA. При этом количество арбитров из Европы сокращается: всего 10 европейцев, в их числе Латышев. Во время Олимпиады 2016 Латышев судил 9 игр, в том числе мужской полуфинал Австралия — Сербия.

### Участие в Олимпийских Играх 2016[11]
| Дата       | Команда             | Пол     |
| ---------- | ------------------- | ------- |
| 06.08.2016 | США — Китай         | мужчины |
| 07.08.2016 | Хорватия — Испания  | мужчины |
| 09.08.2016 | Турция — Япония     | женщины |
| 10.08.2016 | Сербия — Франция    | мужчины |
| 11.08.2016 | Бразилия — Хорватия | мужчины |
| 13.08.2016 | Испания — Литва     | мужчины |
| 14.08.2016 | США — Франция       | мужчины |
| 17.08.2016 | Испания — Франция   | мужчины |
| 19.08.2016 | Австралия — Сербия  | мужчины |

## Общественная деятельность
В 2007 году Латышев возглавил Судейский комитет Латвийской федерации по баскетболу (Latvian Basketball Federation). Под руководством Латышева комитет принял решение о допуске к экзаменам FIBA четырёх латвийских судей, трое из которых получили лицензию Международной федерации баскетбола. Он внес большой вклад в становление культуры национального баскетбольного судейства. В частности, создал программу кураторства молодых судей. Рефери, имеющие лицензию FIBA, в течение года обучают начинающих арбитров особенностям ремесла, анализируют их практическую работу, помогают откорректировать манеру судейства. Латышев регулярно организует семинары для молодых судей, посвященные искусству коммуникации и невербального общения на площадке, правильной физической и моральной подготовке к соревнованиям.
Помимо административной и судейской работы, Латышев руководит современным реабилитационным центром, специализирующимся на эрготерапии, лечебной гимнастике и тейпинге. Центр поддерживает латвийских спортсменов: легкоатлетов, волейболистов, баскетболистов и т. д., помогает им восстановиться после травм и подготовиться к чемпионатам.